# Список умерших в 1435 году

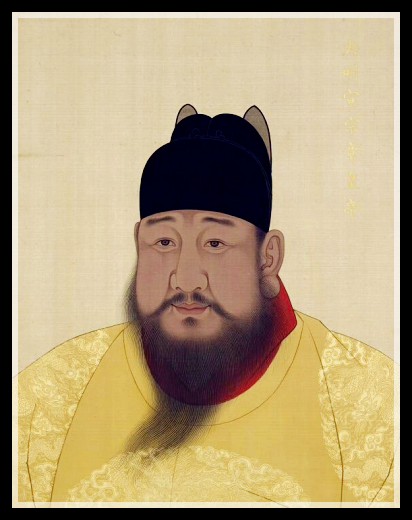
Сюаньдэ

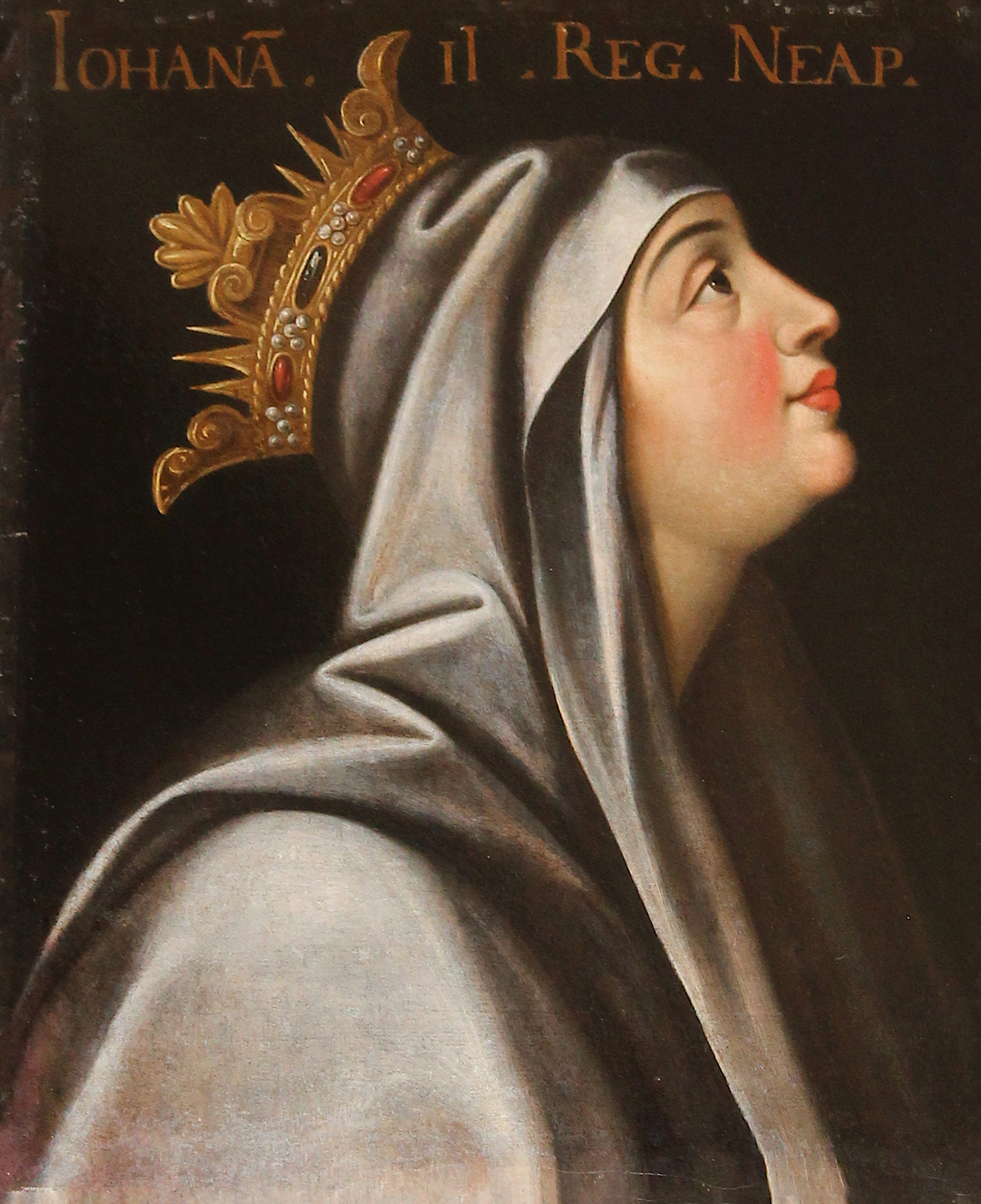
Джованна II

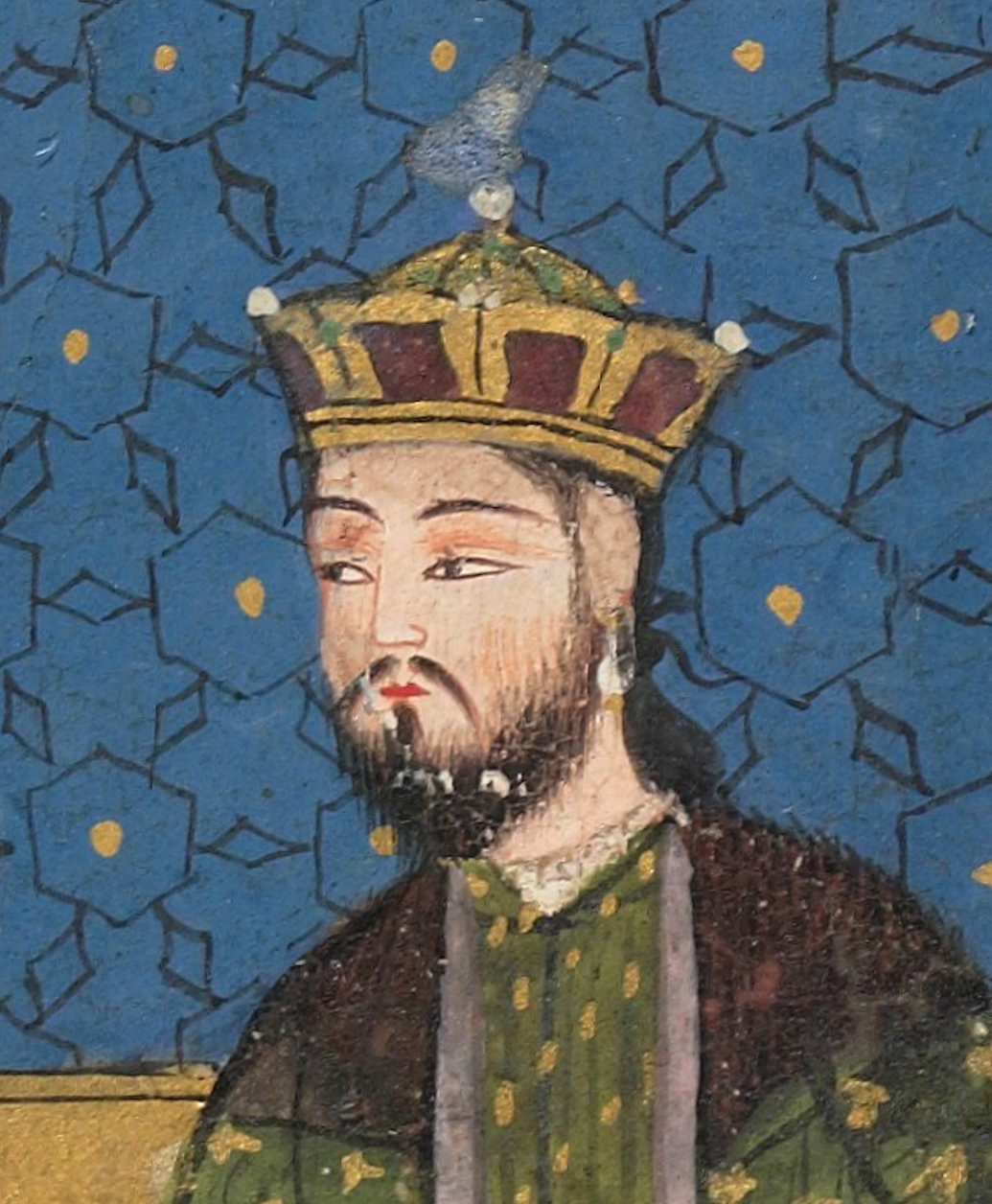
Ибрагим-Султан

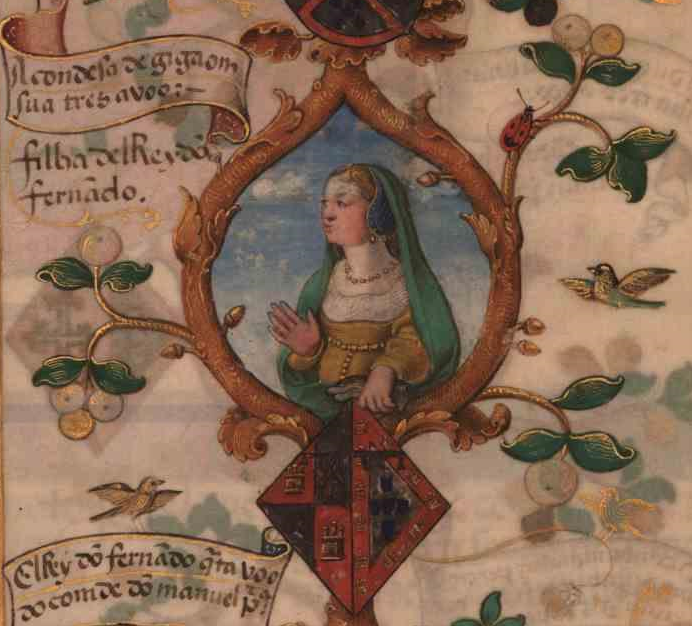
Изабелла Португальская,

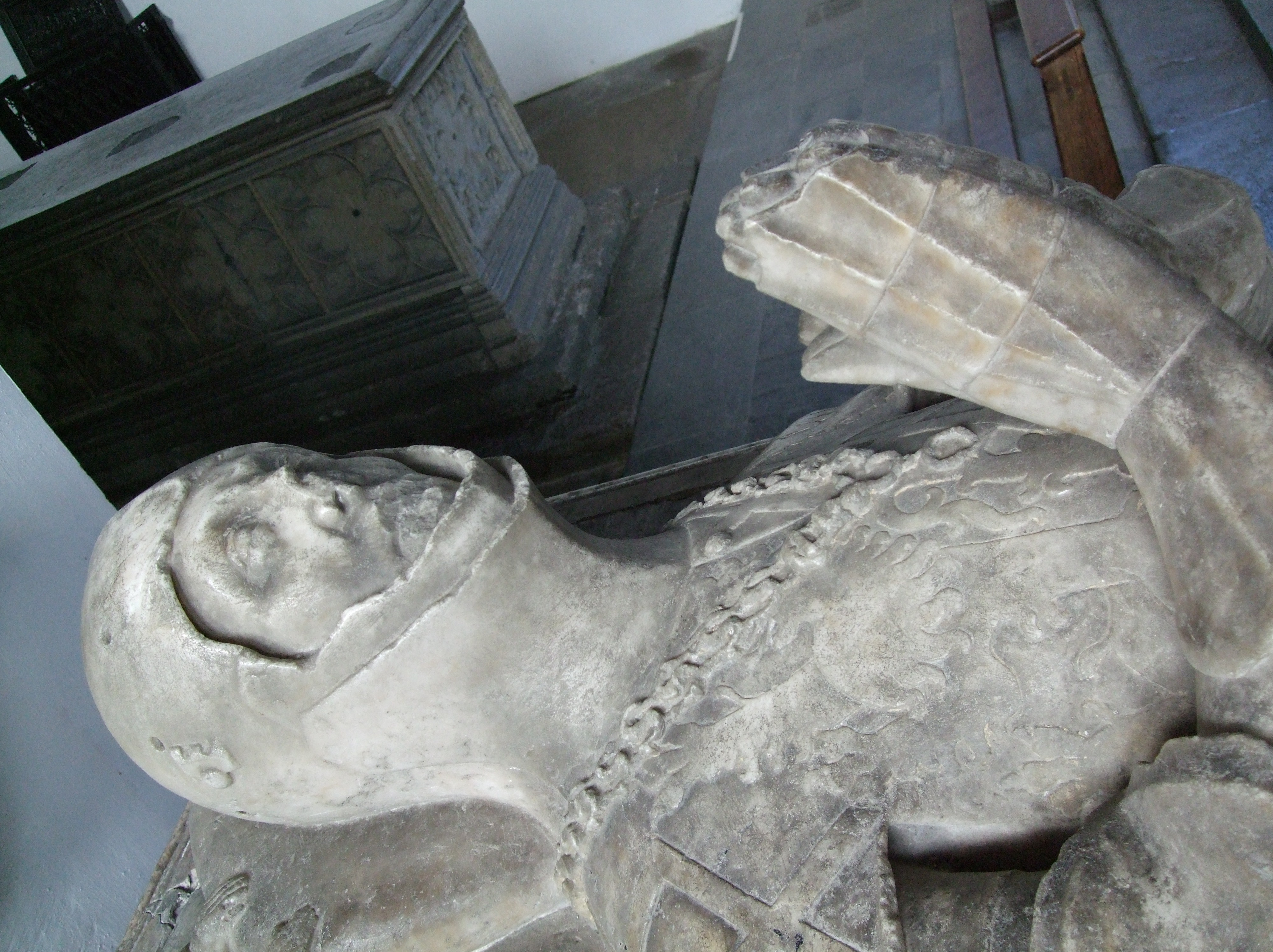
Джон Фицалан, 140-й граф Арунделл

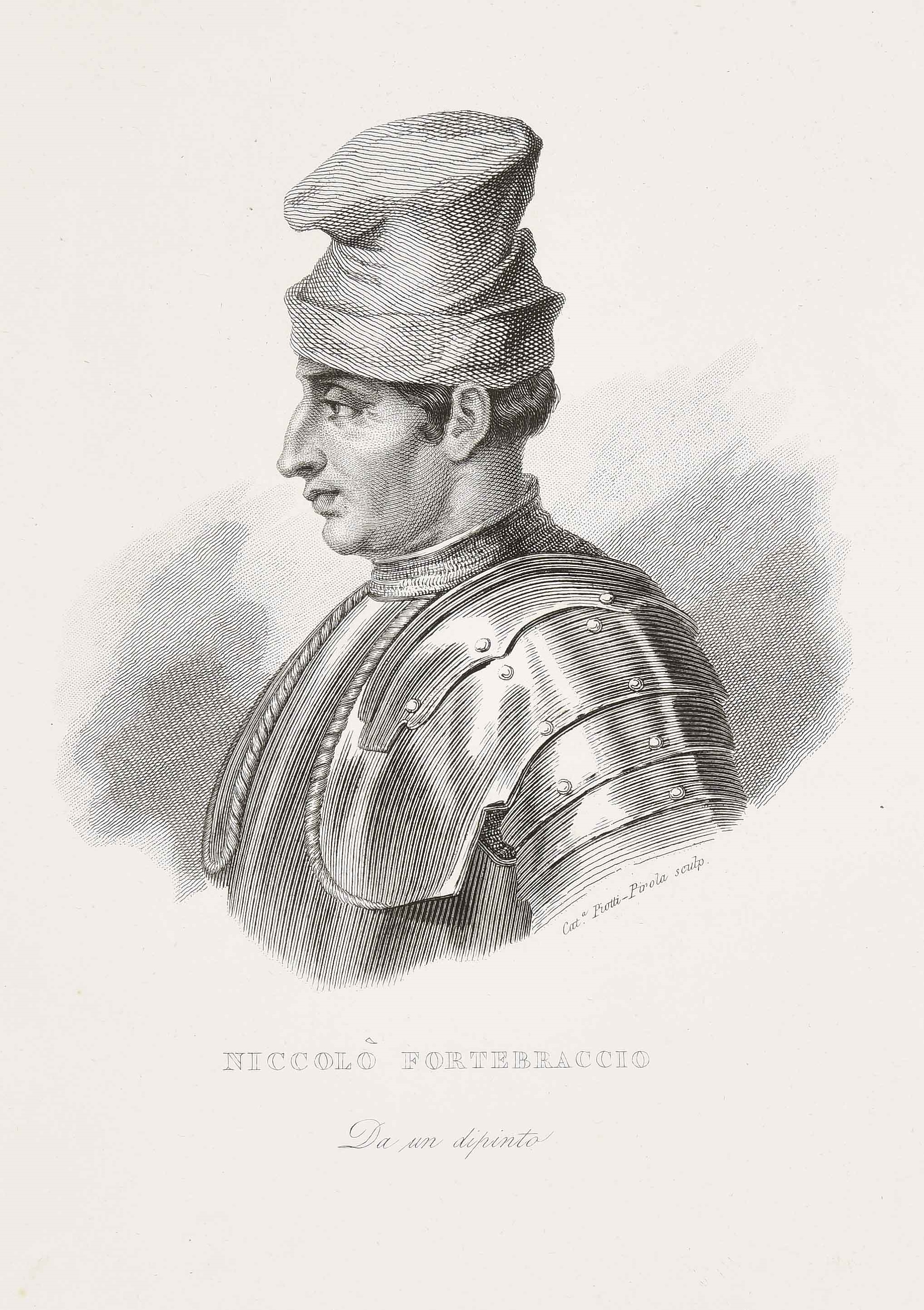
Никколо Фортебраччо|

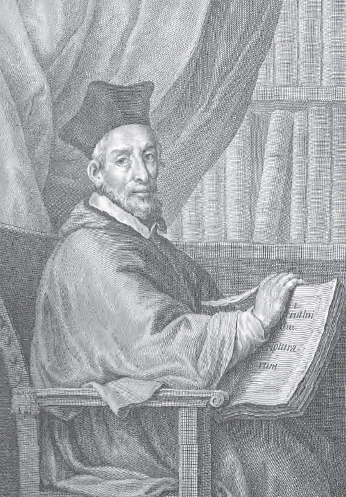
Пабло де Санта Мария

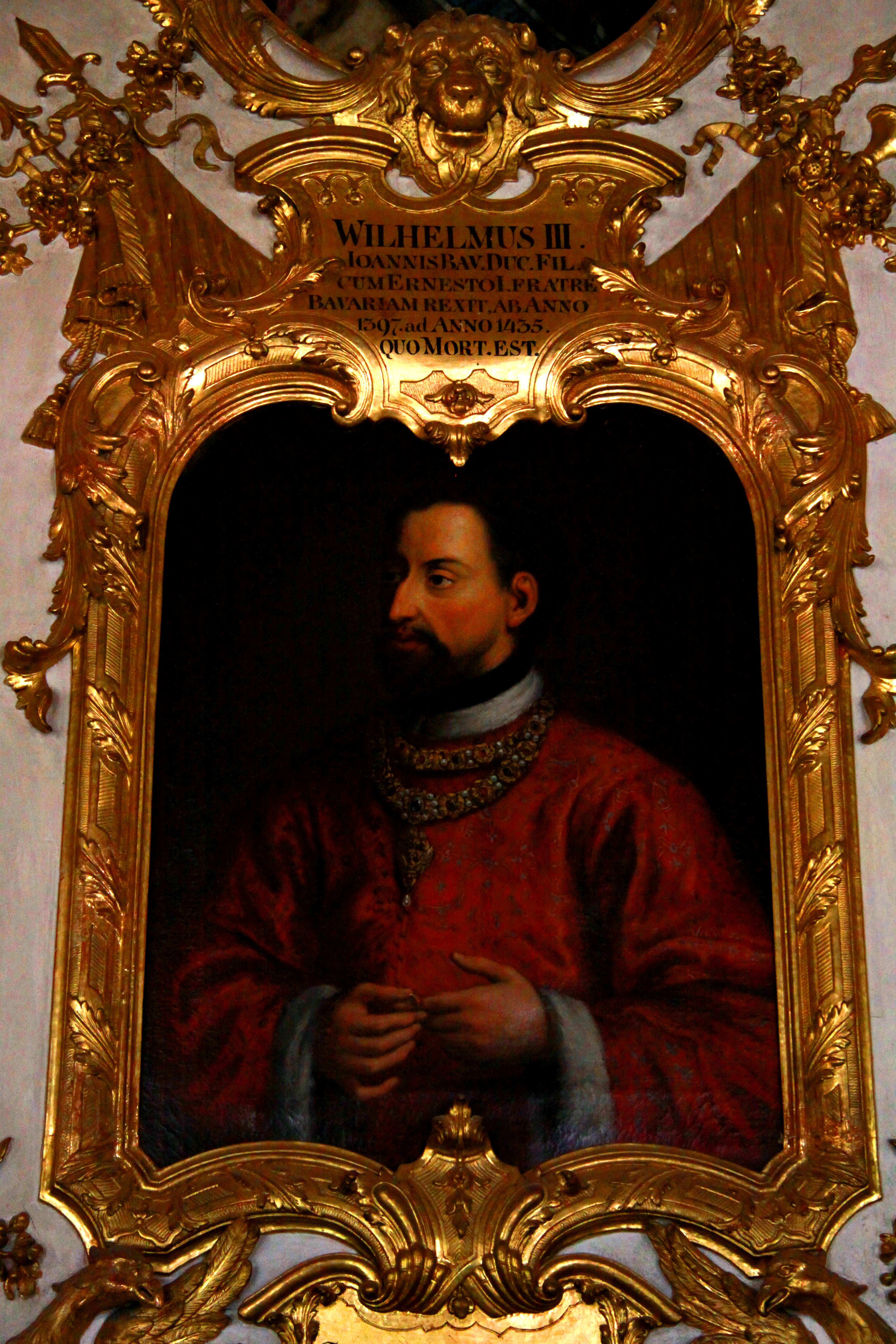
Вильгельм III

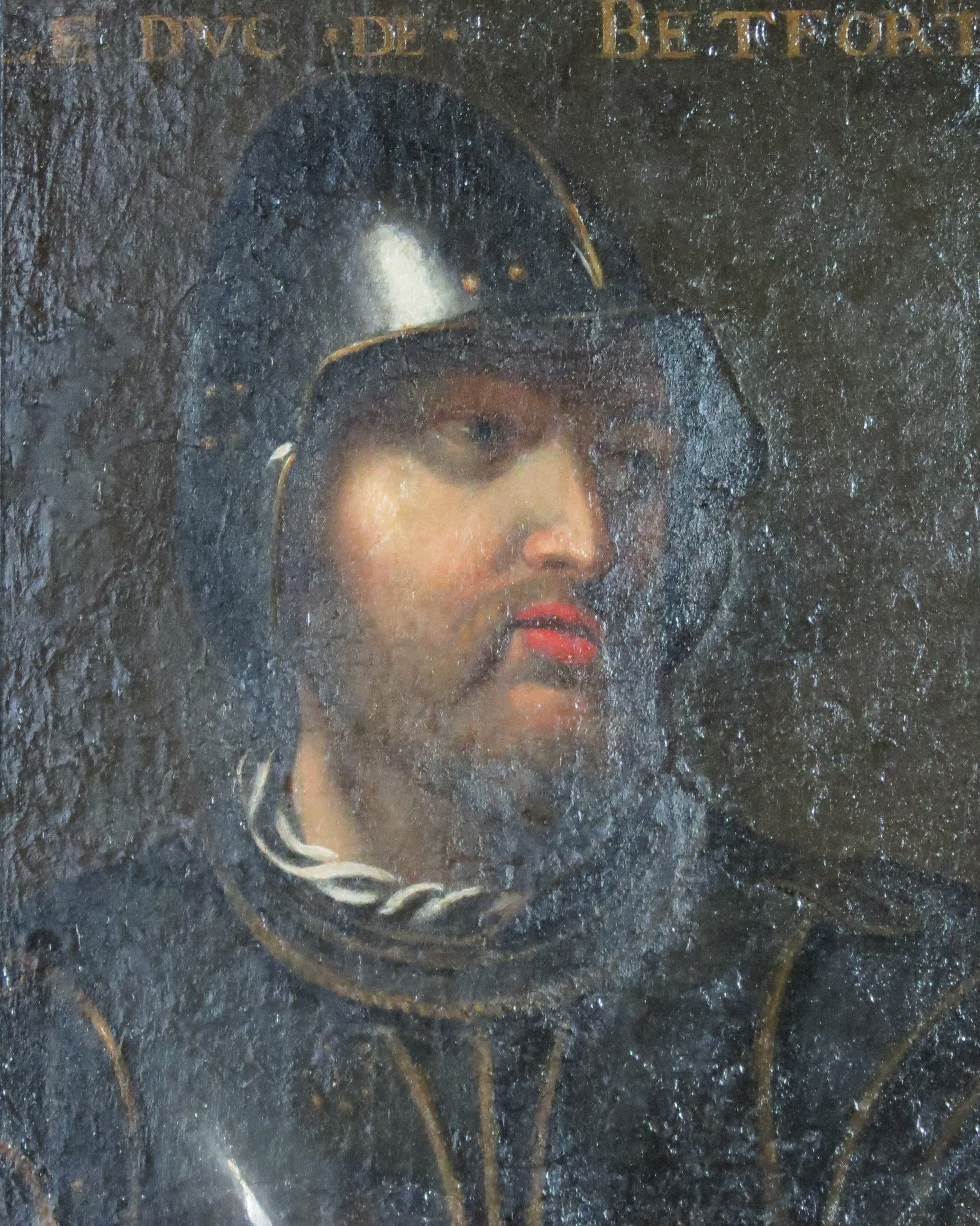
Джон Ланкастерский, герцог Бедфорд

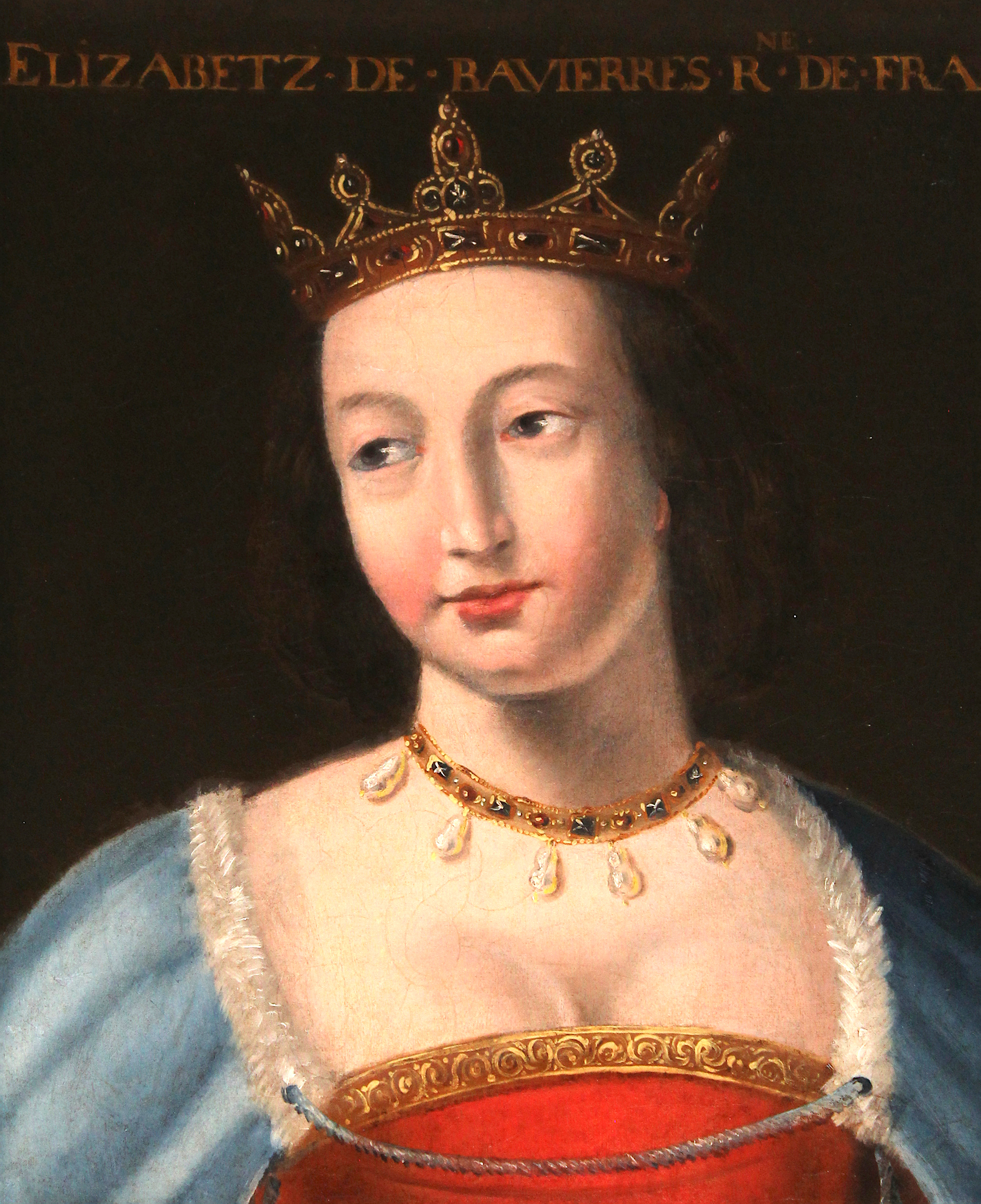
Изабелла Баварская

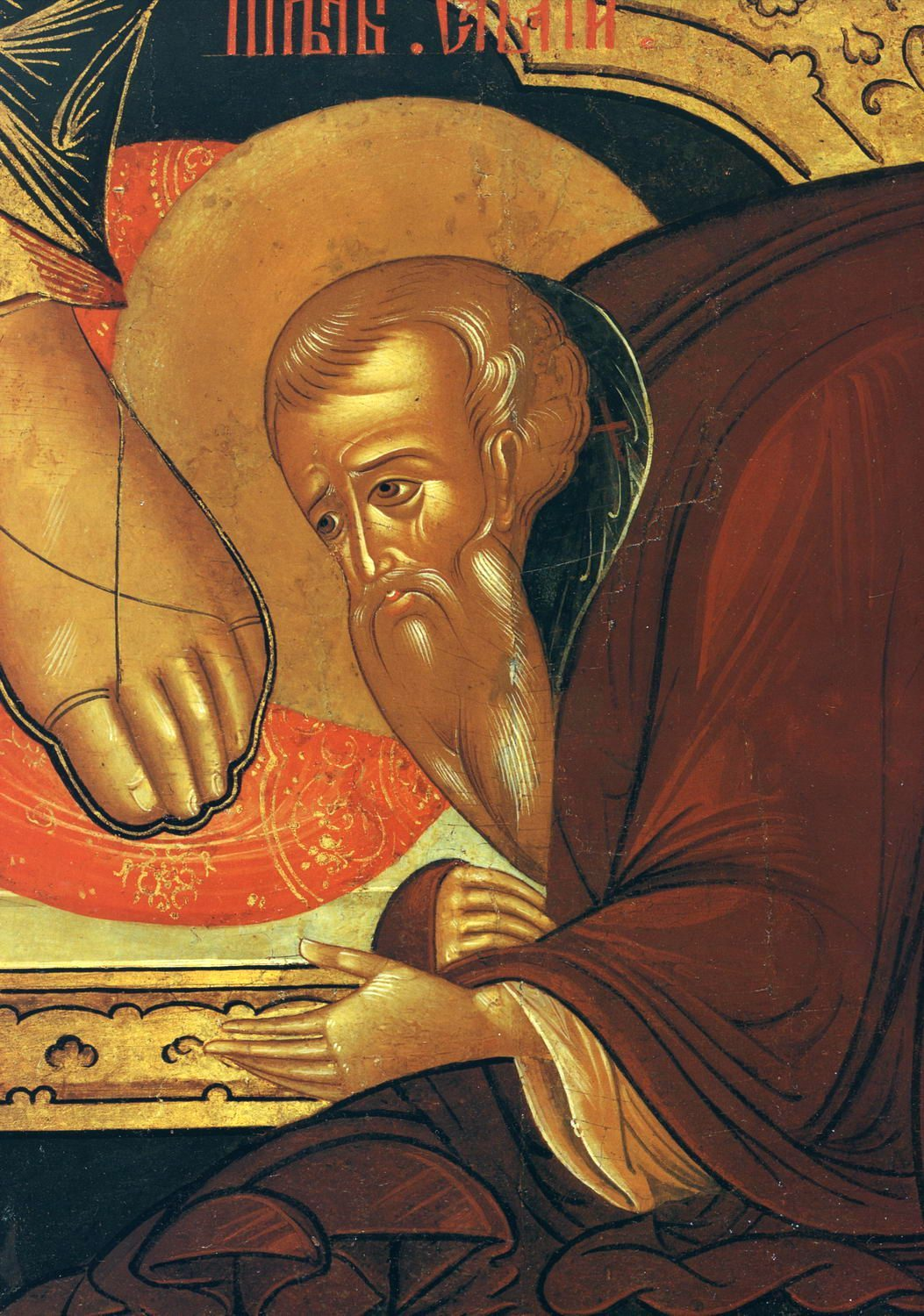
Савватий Соловецкий

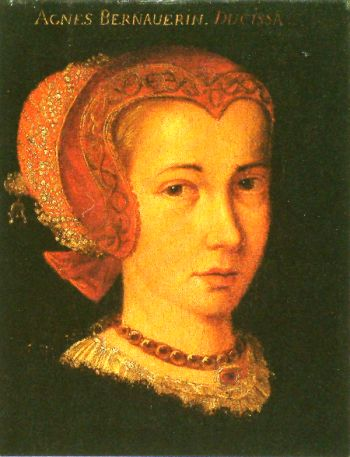
Агнес Бернауэр

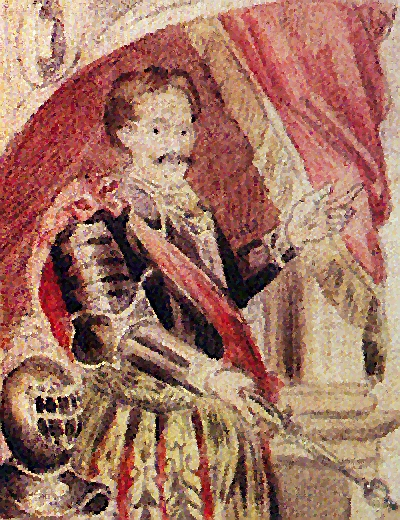
Герман II, граф Цельский

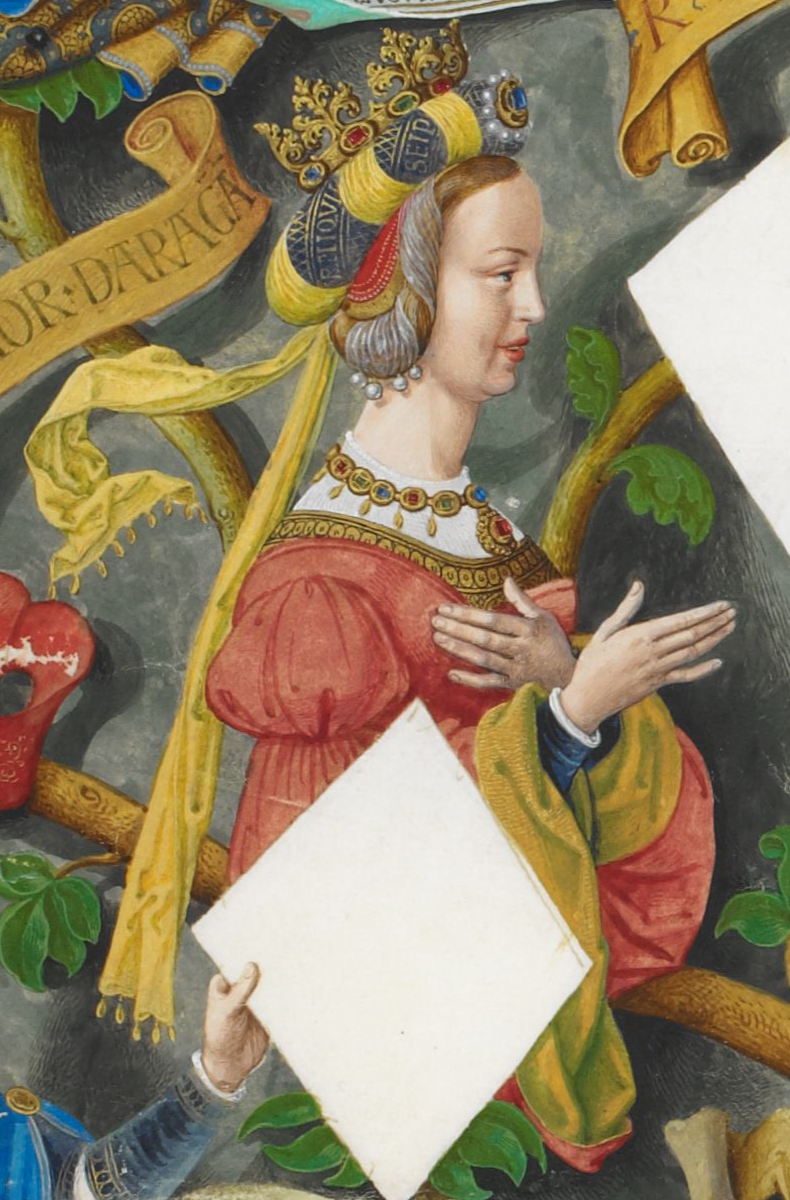
Элеонора Уррака Кастильская

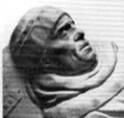
Антон Галеаццо Бентивольо

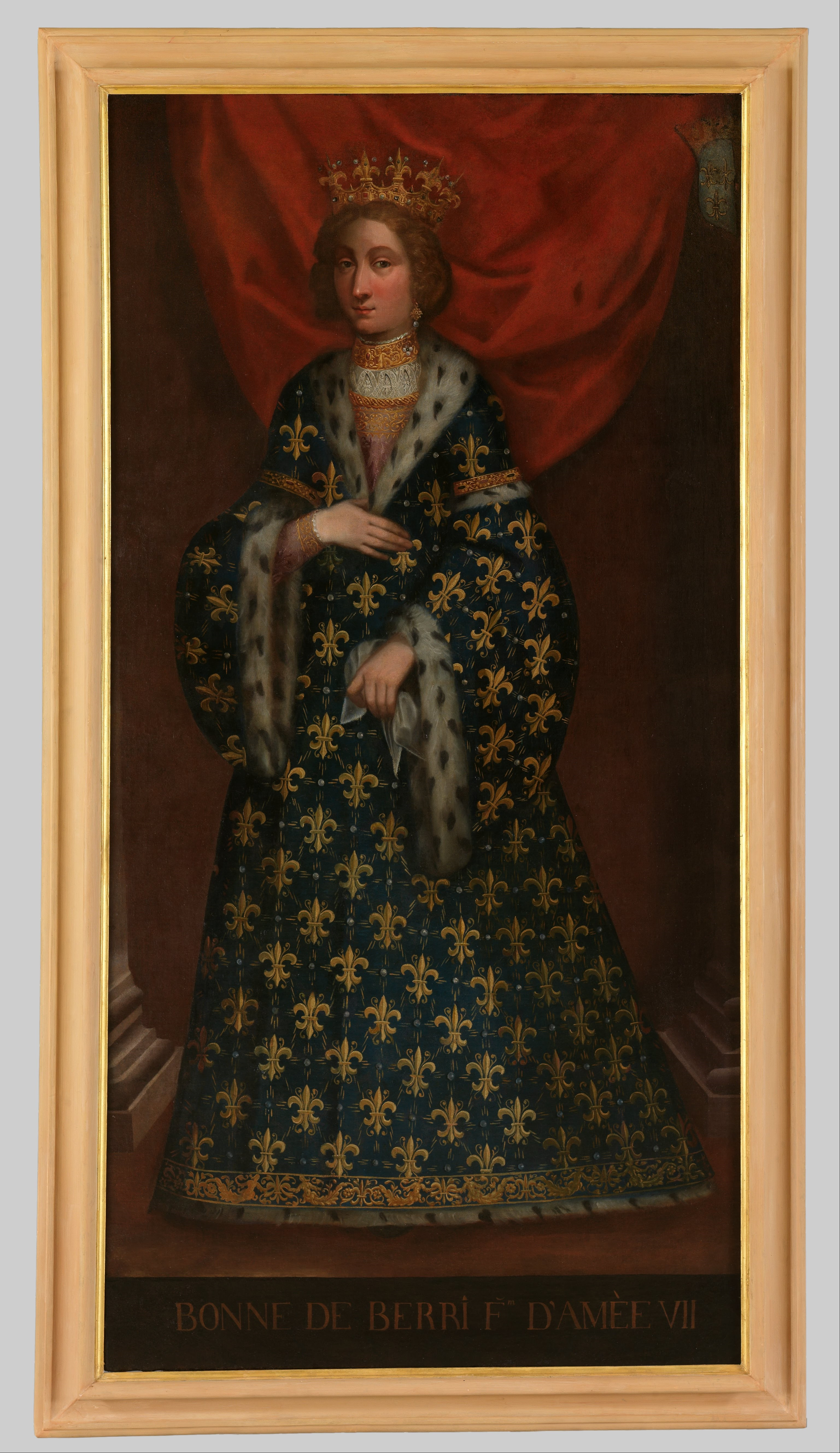
Бонна Беррийская

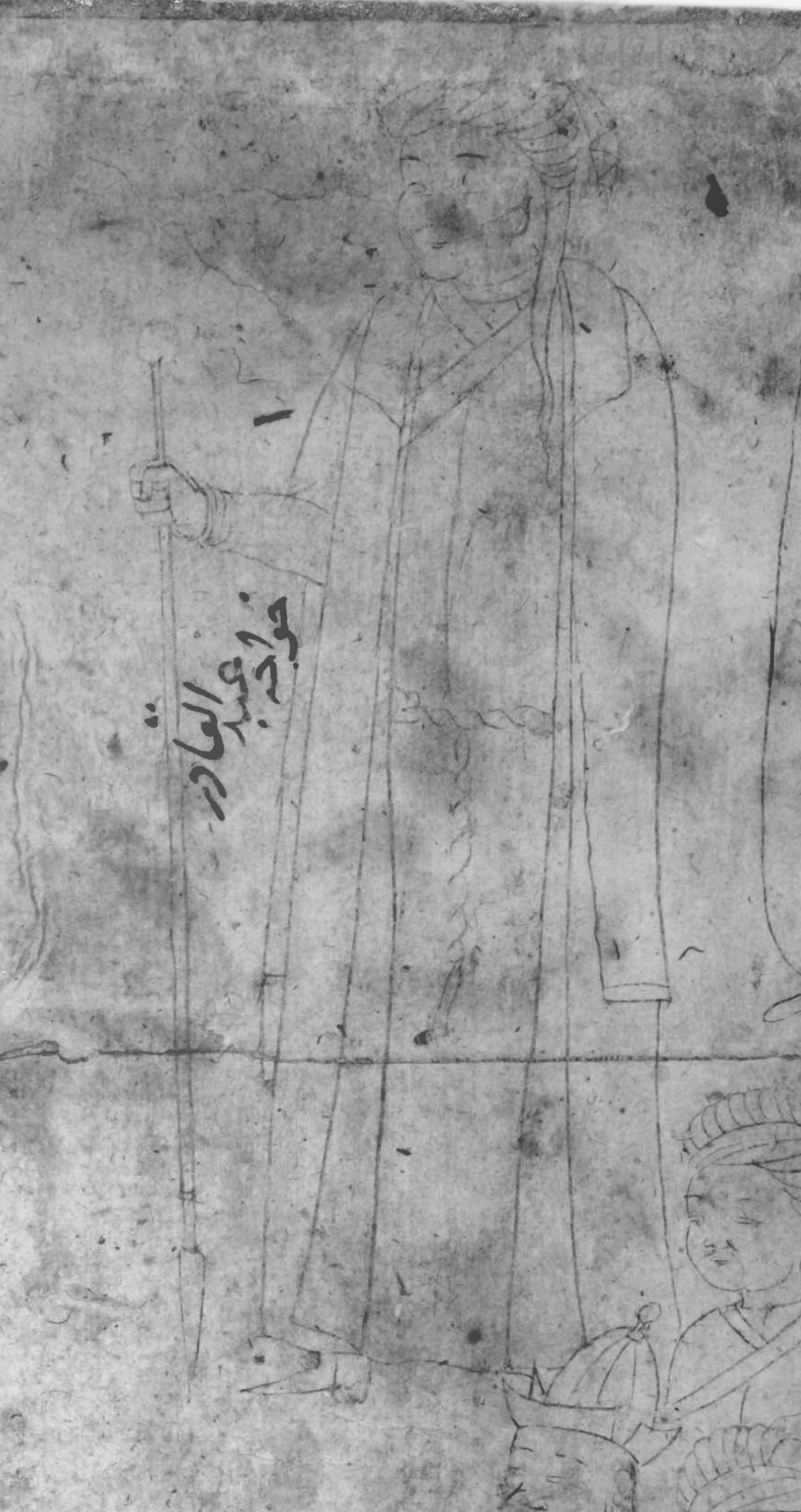
Абд аль-Кадир аль-Мараги

В этой статье представлен список известных людей, умерших в 1435 году.
См. также: Категория:Умершие в 1435 году

## Январь
- 31 января — Сюаньдэ (Чжу Чжаньцзи) — пятый император Китая из династии Мин (1425—1435).
- Антонио I Аччайоли — герцог Афинский (1394—1435)
- Монревель, Жан I де Лабом— савойский, бургундский и французский военачальник, маршал Франции (1422) на английской службе.

## Февраль
- 2 февраля — Джованна II (61) — королева Неаполя (1414—1435).

## Март
- 15 марта — Сандаль Хранич Косача — великий воевода Хума (1392—1435)

## Апрель
- 3 апреля — Ибрагим-Султан — принц из династии Тимуридов, правитель Фарса (1415—1435), художник и каллиграф,
- 4 апреля — Изабелла Португальская — 2-я дама де Визеу, португальская принцесса, побочная дочь короля Фернанду I, официально признанная отцом, жена Альфонсо Энрикеса, графа Хихона и Нореньи

## Июнь
- 12 июня — Фицалан, Джон, 14-й граф Арундел — английский аристократ, 4-й барон Мальтраверс и 4-й барон Арундел (с 1421), 14-й граф Арундел (с 1433), герцог Туренский во Франции (с 1433), полководец Столетней войны, кавалер Ордена Подвязки (1432); умер в плену от раны полученной в бою.

## Июль
- 26 июля — Герасим— епископ православной Киевской митрополии, митрополит Владимирский и Берестейский (1414—1417), епископ Смоленский (1417—1433), митрополит Киевский и всея Руси {1433—1435); сожжён по приказу литовского князя Свидригайло

## Август
- 23 августа — Фортебраччо, Никколо — аристократ из дома Фортебраччи, граф Монтоне, сеньор Ассизи, Читта-ди-Кастелло, Читта-делла-Пьеве, Монтефьясконе, Сансеполькро, Тиволи и Ветраллы, [Кондотьер]] на службе у Флорентийской республики, Папского государства и Миланского герцогства; погиб в бою против папской коалиции.
- 30 августа — Пабло де Санта Мария  — испанский историк, поэт, католический богослов, советник Энрике III, канцлер Кастилии, епископ епархий Картахены (1403—1415)и Бургоса (1415—1435).

## Сентябрь
- 1 сентября 
  - Кирскорф, Франк фон — магистр Ливонского ордена (1434—1435); погиб в битве под Вилькомиром.
  - Ярослав Александрович — князь городенский (?), младший сын Александра Ивановича Тверского, предположительно погиб в битве под Вилькомиром.
- 12 сентября — Вильгельм III — герцог Баварско-Мюнхенский (1397—1435) совместно со старшим братом Эрнстом
- 14 сентября — Джон Ланкастерский, герцог Бедфорд (46) — английский принц и видный деятель эпохи Столетней войны, первый герцог Бедфорд и первый граф Кендал, граф Ричмонд (с 1414),  граф де Мортен (1422—1435), лорд Верховный констебль Англии (1403—?), смотритель Восточной Шотландской марки (1403—1414), наместник (регент) Англии (1415, 1417—1419, 1421—1422), регент Франции (1422—1435),  рыцарь ордена Подвязки (1402)
- 16 сентября — Абу Абдалла Мухаммад IV аль-Мустансир — двадцатый правитель государства Хафсидов в Ифрикии (1434—435); убит в междоусобной борьбе.
- 24 сентября — Изабелла Баварская — дочь Стефана III Великолепного, герцога Баварско-Ингольштадтского, королева-консорт Франции (1385—1422), жена Карла VI Безумного.
- 27 сентября — Савватий Соловецкий — преподобный Русской церкви, основатель Соловецкого монастыря.
- Сигизмунд Корибутович — литовско-русский князь,  князь новгород-северский (1418—1422), участник Гуситских войн, наместник Чешского королевства (1422—1427), в  гражданской войн6 между Сигизмундом Кейстутовичем и Свидригайлом Ольгердовичем — сторонник Свидригайло; казнён в плену после битвы под Вилькомиром по приказу великого князя Сигизмунда.

## Октябрь
- 12 октября — Бернауэр, Агнес — любовница и, вероятно, первая жена Альбрехта III, герцога Баварии-Мюнхена: утоплена в Дунае.
- 13 октября — Герман II Цельский — граф Ортенбург (1418—1435), граф Цельский (1385—1435), бан Хорватии, Славонии и Далмации (1406—1408), бан Славонии (1423—1435). Штирийский дворянин и магнат.

## Ноябрь
- 15 ноября — Диего Фернандес де Кордова — кастильский дворянин, 1-й сеньор Баэны, маршал Кастилии.

## Декабрь
- 6 декабря — Морли, Томас, 5-й барон Морли — английский аристократ, 5-й барон Морли (с 1416).
- 16 декабря — Элеонора Уррака Кастильская — кастильская аристократка из дома Анскаридов, урождённая графиня де Альбуркерке (1385—1435), дочь Санчо Альфонсо, графа де Альбуркерке. Жена короля Фердинанда I Справедливого; в замужестве — королева-консорт Арагона, Валенсии, Мальорки, Сицилии, Сардинии и Корсики, графиня—консорт Барселоны (1412—1416).
- 23 декабря — Бентивольо, Антон Галеаццо — итальянский кондотьер, политик Болоньи; убит по приказу папского легата кардинала Даниэля де Тревизо.
- 30 декабря — Бонна Беррийская — дочь герцога Беррийского Жана I Великолепного, графиня-консорт Савойи (1383—1391), жена графа Амадея VII Красного; графиня-консорт Арманьяк, Фезансак и Родез (1393—1418), графиня-консорт Пардиак (1416—1418), жена графа Бернара VII д’Арманьяк

## Дата неизвестна или требует уточнения
- Абд аль-Кадир аль-Мараги — персидский музыкант и теоретик музыки тюркского происхождения.
- Александр Стюарт, граф Мар — шотландский барон из рода Стюартов , граф Мар и Гариох (с 1404), лидер борьбы за подчинение шотландского высокогорья центральной власти.
- Александр Фёдорович — князь Микулинский {с 1410}.
- Кара Юлук Осман — 4-й бей государства Ак-Коюнлу (1389—1435),  (фактически с 1396 года, полноценно с 1403 года); погиб в битве при Эрзуруме в войне с Кара-Коюнлу.
- Мастер Франке.— живописец, представитель «мягкого стиля» поздней готики.
- Окко II том Брок — восточнофризский военачальник и хофтлинг (вождь), последний представитель династии том Брок
- Спытко I Ярославский — польский шляхтич герба Лелива, военный и государственный деятель. Генеральный староста русский (1422—1427), воевода сандомирский (1433—й1435).
- Феррерс, Эдмунд, 6-й барон Феррерс из Чартли — английский аристократ, 6-й барон Феррерс из Чартли (с 1413).
- Чжэн Хэ — легендарный адмирал империи Мин, путешественник, флотоводец и дипломат, возможно умер в 1433 году.
- Эрих V — герцог Саксен-Лауэнбурга (с 1412}
- Юрий Гедигольд — литовский боярин, воевода киевский до 1411 года, с 1415 года староста подольский, воевода виленский с 1425 года или ранее и до 1432 года